# Atletika na Letních olympijských hrách 1952 – 200 metrů muži
 Běh na 200 metrů mužů na Letních olympijských hrách 1952 se uskutečnil ve dnech 22. a 23. července v Helsinkách. 

## Výsledky finálového běhu
| *                | jméno            | země                   | čas   |
| ---------------- | ---------------- | ---------------------- | ----- |
| Zlatá medaile    | Andy Stanfield   | Spojené státy americké | 20,81 |
| Stříbrná medaile | Thane Baker      | Spojené státy americké | 20,97 |
| Bronzová medaile | James Gathers    | Spojené státy americké | 21,08 |
| 4                | McDonald Bailey  | Velká Británie         | 21,14 |
| 5                | Les Laing        | Jamajka                | 21,45 |
| 6                | Gerardo Bönnhoff | Argentina              | 21,59 |